# Pakpoom Poomsongtham
Pakpoom Poomsongtham (thailändisch ภาคภูมิ ภูมิทรงธรรม; * 16. Juni 2001) ist ein thailändischer Fußballspieler.

## Karriere
Pakpoom Poomsongtham spielte 2019 mit dem Sirisak SC in der fünften Liga, der Thailand Amateur League. Die Saison 2020/21 stand er beim Bangkoker Thai League 3Drittligisten Siam FC unter Vertrag. Mit dem Klub spielte er in der Bangkok Metropolitan der Liga. 2021 ging er in den Süden des Landes, wo er sich dem Drittligisten Patong City FC anschloss. Mit dem Verein aus Phuket spielte er 21-mal in der Southern Region der Liga. Zu Beginn der Saison 2022/23 wechselte er zum Zweitligisten Trat FC. Sein Zweitligadebüt für den Verein aus Trat gab Pakpoom Poomsongtham am 11. März 2023 (27. Spieltag) im Heimspiel gegen den Ranong United FC. Bei dem 6:0-Erfolg wurde er in der 63. Minute für Pornpreecha Jarunai eingewechselt. Am Ende der Saison 2022/23 feierte er mit Trat die Vizemeisterschaft und den Aufstieg in die erste Liga. Am Ende der Saison 2023/24 belegte er mit Trat den letzten Tabellenplatz und musste somit in die zweite Liga absteigen. Nach dem Abstieg verließ er den Verein und schloss sich im Sommer 2024 dem Drittligaaufsteiger Samut Songkhram City FC an. Mit dem Verein aus Samut Songkhram spielt er in der Western Region der Liga.

## Erfolge
Trat FC
- Thailändischer Zweitligavizemeister: 2022/23  ▲